# Liste der Baudenkmäler in Borr/Scheuren
Die Liste der Baudenkmäler in Borr/Scheuren enthält die denkmalgeschützten Bauwerke auf dem Gebiet von Erftstadt-Borr / Scheuren in Nordrhein-Westfalen (Stand: Juni 2024). Diese Baudenkmäler sind in der Denkmalliste der Stadt Erftstadt eingetragen; Grundlage für die Aufnahme ist das Denkmalschutzgesetz Nordrhein-Westfalen (DSchG NRW).

## Baudenkmäler
Die Liste der Baudenkmäler enthält Sakralbauten, Wohn- und Fachwerkhäuser, historische Gutshöfe und Adelsbauten, Industrieanlagen, Wegekreuze und andere Kleindenkmäler sowie Grabmale und Grabstätten, die eine besondere Bedeutung für die Geschichte Erftstadts haben.
Hinweis: Die Reihenfolge der Denkmäler in dieser Liste entspricht der offiziellen Liste und ist nach Bezeichnung, Ortsteilen und Straßen sortierbar.
| Bild                                          | Bezeichnung                                   | Lage                                | Beschreibung | Bauzeit             | Eingetragen seit | Denkmal- nummer |
| --------------------------------------------- | --------------------------------------------- | ----------------------------------- | --- | ------------------- | ---------------- | --------------- |
| St. Martinus                                  | St. Martinus                                  | Borr Lichtstraße 1                  | Die vom ehemaligen Friedhof umgebene Kirche wird durch eine Mauer von den vorbeiführenden Straßen abgegrenzt. Die weiß verputzte Saalbaukirche mit einem aufgesetzten Dachreiter, deren Außenmauern zum großen Teil aus Bruchstein, Tuff und römischen Baumaterialien in Zweitverwendung bestehen, entstand im Kern in romanischer Zeit. Das Kirchenschiff hat einen eingezogenen dreiseitig geschlossenen aus der Achse leicht nach Süden abweichenden Chor. Veränderungen im 17. und 18. Jahrhundert bestimmen das heutige Erscheinungsbild. | 11. Jh. 17./18. Jh. | 10.08.1982       | 010             |
| Wegekreuz                                     | Wegekreuz                                     | Borr Lichtstraße / Vonnesstraße     | Das Wegekreuz mit hochrechteckigem Schaft ist aus mehreren Teilen zusammengesetzt. Über der Muschelnische mit einem rundbogigen Abschluss befindet sich der Schaftoberteil mit einem leeren Inschriftfeld, darüber Reliefs von Maria und Johannes. Den Abschluss bildet ein Kreuz mit einem metallenen Kruzifixus. | 18. Jh.             | 08.10.1991       | 160             |
| Pfarrhaus, Kindergarten, Befestigte Hofanlage | Pfarrhaus, Kindergarten, Befestigte Hofanlage | Borr Vonnesstraße 27                | Das ehemalige Pfarrhaus, ein zweigeschossiges aus Backstein errichtetes Haus mit Satteldach steht auf einem hohen Sockel. Seine Fassade ist durch zwei Gesimsbänder aus Sandstein gegliedert, von denen das untere rund um das Haus läuft, das andere sich nur über die Vorderseite erstreckt. Eine Freitreppe führt zu dem mit hellem Sandstein gefassten rundbogigen Eingang in der Mittelachse mit einem bleiverglasten Oberlicht. Die beiden Sprossenfenster des Untergeschosses sind beidseits der Haustür angeordnet. Die drei Fenster im Obergeschoss liegen über den Öffnungen des Untergeschosses. Von den ehemals das Haus umgebenden Gräben und Wällen sind noch Spuren im angrenzenden Hofgelände zu erkennen.                                                     | 1854                | 22.10.1991       | 165             |
|                                               | Wegekreuz                                     | Borr Wirtschaftsweg                 | | Ende 19. Jh.        | 13.12.1991       | 171             |
| Wegekreuz                                     | Wegekreuz                                     | Borr Vonnesstraße bei Hausnummer 19 | Das Kreuz steht auf einem rechteckigen Sockel, darüber ein Kragstein und ein rechteckiger Aufsatz mit abgefassten Ecken, darauf das Kreuz mit Korpus. | 1900                | 08.05.1992       | 174             |
| Wegekreuz                                     | Wegekreuz                                     | Borr Lichtstraße                    | Das ehemalige Grabkreuz aus gelbem Sandstein steht auf einem Betonblock. Auf der Frontseite des Sockels zwei gekreuzte nach unten gerichtete Fackeln, der Schaft ist mit neugotischem Maßwerk verziert. Darauf steht ein kleines Kreuz mit Metallkorpus. Die Inschrift des Schaftes ist nur zum Teil erhalten. Lesbar ist „Zur frommen Erinnerung an die Eheleute Franz Honecker geb. 1789 gest. 1843 und Maria Rosina Commer geb.178… gestorben 1843“ | um 1850             | 16.06.1993       | 185             |
|                                               | Wegekreuz                                     | Borr Vonnesstraße bei Hausnummer 1  | | 1933                | 03.11.1993       | 199             |
| 2-geschossiges Backsteinhaus                  | 2-geschossiges Backsteinhaus                  | Borr Valderstraße 21                | Das Wohnhaus der Vierkanthofanlage wurde als zweigeschossiger Bau aus Backstein errichtet. Das 5-achsige Wohnhaus steht auf einem hohen Sockel mit freiliegenden Kellerfenstern. Das Traufgesims besteht aus vortretenden schräg gestellten gelben Backsteinen. Unter- und Obergeschoss trennt ein Sohlbankgesims aus Sandstein mit einer darunter liegenden Zierblende aus mehrfarbigen Backsteinen. Die Haustür in der Mittelachse und die gleichmäßig angeordneten Fenster sind original erhalten. | 1870                | 08.11.1993       | 201             |
| Detail Eingangssituation                      | Detail Eingangssituation                      | Borr Valderstraße 14                | Die zweiflügelige Eingangstür des Hauses durch die Einteilung in Quadrate mit Verzierungen kunstvoll gestaltet. Sie ist farbig gefasst und besitzt ein dekoratives Oberlicht. In der Einfassung sind die Namen der Erbauer angegeben, das Datum ist nicht mehr lesbar. | Mitte 19. Jh.       | 24.01.1994       | 204             |
| 2-geschossiges Backsteinhaus                  | 2-geschossiges Backsteinhaus                  | Borr Vonnesstraße 3                 | Das zweigeschossige Backsteinwohnhaus mit Pfannen gedecktem Dach steht auf leicht vortretendem Sockel. Geschoss- und Traufgesims sind aus vorstehenden übereck gestellten Backsteinen gestaltet. Der Eingang des dreiachsigen Hauses befindet sich in der Mittelachse. Die leicht stichbogigen Fenster sind mit Sohlbänken ausgestattet. An die Tordurchfahrt rechts von Wohnhaus schließt sich ein zweigeschossiges Wirtschaftsgebäude an. | Mitte 19. Jh.       | 25.01.1994       | 205             |
| 2-geschossiges Backsteinhaus                  | 2-geschossiges Backsteinhaus                  | Borr Vonnesstraße 5                 | Das zweigeschossige Backsteinwohnhaus mit vortretendem Sockel liegt mit der Traufseite zur Straße. Ein Geschosstrennungsgesims verläuft über die aufwendig gestaltete Fassade. Das gestufte Traufgesims besteht aus übereck gestellten Backsteinen. Die Mitte wird betont durch farblich abgesetzten Lisenen aus hellem Backstein. Die leicht stichbogigen Fenster mit Sohlbänken sind gleichmäßig angeordnet. Links vom Wohnhaus liegt die Tordurchfahrt mit doppelflügeligem Holztor, daran schließen sich links Wirtschaftsgebäude an, zur Straße mit eingetieften Wandfeldern und einem farbig abgesetztem Geschossgesims. An eine zweite Tordurchfahrt schließt sich der Giebel des rechtwinklig zum Wohnhaus stehenden großen Wirtschaftstraktes mit Krüppelwalmdach an. | 1887                | 25.01.1994       | 206             |
| Backsteinhaus / Fachwerk                      | Backsteinhaus / Fachwerk                      | Borr Vonnesstraße 29                | Das Wohnhaus des Vierkanthofes wurde nach der Datierung durch Ankerzahlen 1763 errichtet. Das Haus hat ein auffallend tief heruntergezogenes Dach. Der Giebel ist durch Umbauten stark verändert. Auf der einen Seite verbindet eine an der Straße entlanglaufende Backsteinmauer Wohnhaus und Wirtschaftsgebäude, auf der anderen Seite liegt der Eingang in den Innenhof. | 1763                | 14.02.1995       | 225             |
| Fachwerkhaus                                  | Fachwerkhaus                                  | Borr Valderstraße 5                 | Das zweigeschossige Fachwerkhaus mit leicht überstehendem Dach steht mit der Giebelseite zur Straße. Es hat im Erdgeschoß zwei Sprossenfenster mit Oberlicht, im Obergeschoß ebenfalls zwei Sprossenfenster und im Dachgiebel ein kleines Fenster. Beidseitig befinden sich Tore, die in den Innenhof führen. | Ende 19. Jh.        | 15.12.1995       | 246             |
| Bildstock                                     | Bildstock                                     | Scheuren An der Waschmaar           | Auf einem rechteckigen Sockel ein rundbogiger Aufsatz mit vergitterter Nische. Ein Gesims trennt Sockel und Aufsatz. | 18. Jh.             | 05.02.1996       | 256             |
| Vierkantwerk, Fachwerkhaus                    | Vierkantwerk, Fachwerkhaus                    | Scheuren An der Waschmaar 1         | Das eingeschossige Fachwerkhaus, dessen Gefache mit Ziegeln ausgefüllt sind, liegt giebelseitig zur Straße. Parallel dazu liegt ein langgestrecktes Wirtschaftsgebäude aus Fachwerk mit der Giebelseite zur Straße. Seine Gefache sind mit Schwemmstein ausgemauert. Eine weiß gekalkte Mauer aus Schwemmstein mit anschließendem grün gestrichenem Eingangstor verbindet die Gebäude an der Straßenseite. | 18. Jh.             | 27.11.1996       | 281             |

## Belege
1. ↑  Denkmalliste der Stadt Erftstadt, übermittelt durch die Untere Denkmalbehörde Erftstadt
2. ↑   Frank Kretschmar: Kirchen, Klöster und Kapellen im Erftkreis. Köln 1992. S. 12–15
3. ↑  Dieter Hoffsümmer: Kapitel 4.3 Borr Ehemaliges Pfarrhaus. In: Frank Bartsch, Dieter Hoffsümmer, Hanna Stommel: Denkmäler in Erftstadt. 1998–2000.